# Jan Małachowski (biskup)
Jan Małachowski herbu Nałęcz (ur. 1623 w Bąkowej Górze koło Sieradza, zm. 20 sierpnia 1699 w Krakowie) – biskup krakowski, podkanclerzy koronny, scholastyk kapituły katedralnej lwowskiej w 1664 roku.
Pochodził ze znanej szlacheckiej rodziny Małachowskich herbu Nałęcz. Jego pradziad Mikołaj Małachowski (1519-1575), dał początek szlacheckiej gałęzi Małachowskich.
Jego bratankiem był Stanisław Małachowski, wojewoda poznański.
Studia prawnicze odbył w Akademii Krakowskiej. W 1651 r. brał udział w bitwie pod Beresteczkiem. Owdowiawszy (żona pochodziła z rodu Szembeków, dzieci nie mieli) postanowił studiować teologię. Przed 1655 r. przyjął święcenia kapłańskie, w latach 1655-57 był kapelanem króla Jana Kazimierza. Za zasługi nagrodzony stanowiskiem referendarza koronnego w 1666 roku i kanonika krakowskiego w 1660 roku. Po abdykacji Jana II Kazimierza w 1668 roku, popierał do polskiej korony kandydaturę francuskiego księcia Wielkiego Kondeusza. Był elektorem Michała Korybuta Wiśniowieckiego w 1669 roku z województwa sieradzkiego. Elektor Jana III Sobieskiego z województwa sieradzkiego w 1674 roku, podpisał jego pacta conventa.
Od 1676 roku biskup chełmiński, podkanclerzy koronny od 1678 r., następnie od 1681 r. biskup krakowski. Ingres do katedry wawelskiej odbył 27 września 1681 r.
Wysłany przez króla Jana II Kazimierza na misję do Francji oraz Brandenburgii w celach dyplomatycznych. Zarządzał majątkiem królowej Ludwiki Marii Gonzagi, żony Jana Kazimierza, był także wykonawcą jej testamentu.
Jako biskup krakowski przeprowadził reformę seminarium duchownego, oddając je pod opiekę Księży Misjonarzy św. Wincentego a Paulo. Zgromadzenie, mające korzenie we Francji sprowadził w 1682 do Krakowa z Warszawy, osadził na Stradomiu oraz przekazał w zarządzanie niektóre wsie z okolicznych dóbr kościelnych. Sprowadził również do Krakowa z Francji zakon sióstr wizytek, którym w latach 1682–1695 ufundował kościół i klasztor. Z własnych funduszy naprawiał fortyfikacje obronne Krakowa. W 1690 roku doprowadził do beatyfikacji księżnej Kingi.
W 1697 roku był elektorem Augusta II Mocnego z województwa krakowskiego.
Z fundatorską działalnością Małachowskiego wiążą się cztery przedsięwzięcia budowlane: w Krakowie klasztor i kościół Wizytek, klasztor misjonarzy i przebudowa pałacu biskupiego, a w Bodzentynie przebudowa zamku biskupów krakowskich. Chronologia prac przy tych budowlach przedstawiała się następująco: w latach 1683–1686 wzniesiono na miejscu zrujnowanej kamienicy Ługowskich furtę klasztoru misjonarzy, w latach 1687–1692 - klasztor wizytek, w latach 1689–1691 dokonano przebudowy zamku w Bodzentynie, równocześnie podjęto przebudowę krakowskiego pałacu biskupiego, ukończoną w roku 1692, w tymże roku rozpoczęto prace przy budowie kościoła Wizytek, zakończone w roku 1695, wreszcie w latach 1693–1695 powstał budynek kolegium misjonarzy.
Katedrze podarował bardzo cenny zbiór gobelinów. Do dziś w skarbcu katedralnym przechowywany jest pastorał biskupa Małachowskiego. Pochowany został w katedrze wawelskiej, z wyjątkiem serca, pochowanego w krakowskim kościele wizytek.